# Mautern an der Donau
Mautern an der Donau è un comune austriaco di 3 588 abitanti nel distretto di Krems-Land, in Bassa Austria; ha lo status di città (Stadtgemeinde). Tra il 1938 e il 1948 è stato accorpato alla città di Krems an der Donau; nel 1970 ha inglobato il comune soppresso di Baumgarten e nel 1972 quello di Mauternbach.